# Tour de França de 2022
El Tour de França de 2022 fou la 109a edició del Tour de França, organitzada en el marc de l'UCI World Tour 2022. La gran sortida (grand départ) es va celebrar l'1 de juliol de 2022 a Copenhaguen (Dinamarca) i l'arribada fou el 24 de juliol a l'avinguda dels Camps Elisis de París.
Estava previst que l'inici del Tour des de la capital danesa es produís en l'edició del 2021; però, a causa de l'ajornament del Campionat d'Europa de futbol 2020 a l'any següent, per culpa de la pandèmia de Covid-19, la ciutat de Copenhaguen va demanar ajornar la seva participació a la prova ciclista fins l'edició del 2022 per poder organitzar adequadament els 4 partits de futbol que es disputaven a la capital danesa.
Dinamarca fou el 10è país que organitza el Grand Départ.
El vencedor final fou el danès Jonas Vingegaard (Team Jumbo-Visma), que s'imposà per gairebé tres minuts a Tadej Pogačar (UAE Team Emirates) i per més de set a Geraint Thomas (Ineos Grenadiers). Wout van Aert (Team Jumbo-Visma) guanyà la classificació per punts i de la combativitat, Jonas Vingegaard (Jumbo-Visma) la de la muntanya i Tadej Pogačar (UAE Team Emirates) la dels joves. L'equip Ineos Grenadiers fou el millor a la classificació per equips.

## Recorregut
La Gran sortida del Tour de França a Dinamarca, celebrada en divendres enlloc de dissabte com és habitual, constava de tres etapes. La primera era una contrarellotge individual per Copenhaguen i les dues següents, entre Roskilde i Nyborg i entre Vejle i Sønderborg, eren etapes planes favorables als velocistes. A continuació, per tal de facilitar el desplaçament cap a França, hi va haver una jornada de descans.
Les dues etapes següents –la 4a, entre Dunkerque i Calaves i la 5a entre Lilla i Arenberg– tingueren lloc als Hauts-de-França. La 5a inclou onze sectors de pavé amb una longitud total de 19 quilòmetres. El Tour prengué a continuació la direcció de la regió Grand-Est, passant per Bèlgica. La 6a etapa es desenvolupà entre Binche i Longwy i la 7a entre Tomblaine i la Planche des Belles Filles.
El Tour de França de 2022 entrà a continuació per Suïssa, amb l'etapa Dole-Lausana. L'endemà, la 9a etapa sortí d'Aigle, on té la seu la Unió Ciclista Internacional (UCI), i acabà a Châtel Les Portes du Soleil. Fou la primera etapa de muntanya real i se celebrà just la vigília de la segona jornada de descans. A continuació, una desena etapa escarpada entre Morzine i Megève donà pas a dues etapes d'alta muntanya: en l'onzena, entre Albertville i el Col del Granon, els ciclistes van haver de superar els llacets de Montvernier, el Télégraphe i el Galibier abans de l'ascensió final al Col del Granon; i, en la dotzena, entre Briançon i l'Aup d'Uès, el pilot va tornar a pujar el Galibier, després la Croix de Fer i, finalment els 21 revolts de l'Alp d'Uès, en una etapa idèntica a la mítica de 1986. L'endemà, els corredors van enfilar cap a Saint Étienne per a disputar tretzena etapa, dedicada als velocistes. La 14a etapa connectava Saint Étienne amb Mende i la quinzena, una etapa més aviat plana, Rodeu amb Carcassona, on els supervivents feren el tercer dia de repòs.
L'inci de la tercera setmana deparà tres etapes pirinenques: Carcassona-Foix, de mitja muntanya, i dues etapes curtes d'alta muntanya, Sant-Gaudens-Peyragudes (4 ports i final en alt) i Lourdes-Hautacam, amb el coll de l'Aubisque, l'inèdit Spandelles i la pujada final a l'Hautacam.
Per acabar, la 19a etapa fou una etapa de transició entre Castelnau-Magnoac i Cahors, la vigília de la contrarellotge individual final entre Lacapelle-Marival i Rocamadour, en un recorregut de 40 quilòmetres. Finalment, la darrera etapa va ser el tradicional homenatge amb final a l'avinguda dels Camps-Elisis de París.

## Equips
| WorldTeams (18)- AG2R Citroën Team - Astana Qazaqstan Team - Bahrain Victorious - Bora-Hansgrohe - Cofidis - EF Education-EasyPost - Groupama-FDJ - Ineos Grenadiers - Intermarché-Wanty-Gobert Matériaux - Israel-Premier Tech - Lotto-Soudal - Movistar Team - Quick-Step Alpha Vinyl - BikeExchange-Jayco - Team DSM - Jumbo-Visma - Trek-Segafredo - UAE Team Emirates ProTeams (4)- Alpecin-Deceuninck - Arkéa-Samsic - B&B Hotels-KTM - TotalEnergies |
| |

## Etapes
| Etapa     | Data       | Ciutats d'etapa                       | type                      | Distància (km) | Desnivell (m) | Vencedor de l'etapa | Líder de la general |
| --------- | ---------- | ------------------------------------- | ------------------------- | -------------- | ------------- | ------------------- | ------------------- |
| 1a etapa  | 1 de jul   | Copenhaguen – Copenhaguen             | contrarellotge individual | 13,2           | 20 m          | Yves Lampaert       | Yves Lampaert       |
| 2a etapa  | 2 de jul   | Roskilde – Nyborg                     | etapa plana               | 202,2          | 1.102 m       | Fabio Jakobsen      | Wout van Aert       |
| 3a etapa  | 3 de jul   | Vejle – Sønderborg                    | etapa plana               | 182            | 1.285 m       | Dylan Groenewegen   | Wout van Aert       |
| 4a etapa  | 5 de jul   | Dunkerque – Calais                    | etapa accidentada         | 171,5          | 1.796 m       | Wout van Aert       | Wout van Aert       |
| 5a etapa  | 6 de jul   | Lilla – Trouée d'Arenberg             | etapa accidentada         | 157            | 537 m         | Simon Clarke        | Wout van Aert       |
| 6a etapa  | 7 de jul   | Binche – Longwy                       | etapa accidentada         | 219,9          | 2.483 m       | Tadej Pogačar       | Tadej Pogačar       |
| 7a etapa  | 8 de jul   | Tomblaine – Planche des Belles Filles | etapa de muntanya         | 176,3          | 2.532 m       | Tadej Pogačar       | Tadej Pogačar       |
| 8a etapa  | 9 de jul   | Dole – Lausana                        | etapa accidentada         | 186,3          | 2.529 m       | Wout van Aert       | Tadej Pogačar       |
| 9a etapa  | 10 de jul  | Aigle – Châtel                        | etapa de muntanya         | 192,9          | 3.695 m       | Bob Jungels         | Tadej Pogačar       |
|           | 11 de jul. | Dia de descans                        | Dia de descans            |                |               |                     |                     |
| 10a etapa | 12 de jul  | Morzena – Megève                      | etapa accidentada         | 148,1          | 2.775 m       | Magnus Cort Nielsen | Tadej Pogačar       |
| 11a etapa | 13 de jul  | Albertville – Coll de Granon          | etapa de muntanya         | 151,7          | 4.036 m       | Jonas Vingegaard    | Jonas Vingegaard    |
| 12a etapa | 14 de jul  | Briançon – L'Aup d'Uès                | etapa de muntanya         | 165,1          | 4.661 m       | Thomas Pidcock      | Jonas Vingegaard    |
| 13a etapa | 15 de jul  | Le Bourg-d'Oisans – Saint-Étienne     | etapa plana               | 192,6          | 2.114 m       | Mads Pedersen       | Jonas Vingegaard    |
| 14a etapa | 16 de jul  | Saint-Étienne – Mende                 | etapa de mitja muntanya   | 192,5          | 3.499 m       | Michael Matthews    | Jonas Vingegaard    |
| 15a etapa | 17 de jul  | Rodés – Carcassona                    | etapa plana               | 202,5          | 2.416 m       | Jasper Philipsen    | Jonas Vingegaard    |
|           | 18 de jul. | Dia de descans                        | Dia de descans            |                |               |                     |                     |
| 16a etapa | 19 de jul  | Carcassona – Foix                     | etapa de mitja muntanya   | 178,5          | 3.422 m       | Hugo Houle          | Jonas Vingegaard    |
| 17a etapa | 20 de jul  | Sent Gaudenç – Peyragudes             | etapa de muntanya         | 129,7          | 3.368 m       | Tadej Pogačar       | Jonas Vingegaard    |
| 18a etapa | 21 de jul  | Lorda – Hautacam                      | etapa de muntanya         | 143,2          | 4.056 m       | Jonas Vingegaard    | Jonas Vingegaard    |
| 19a etapa | 22 de jul  | Castèthnau de Manhoac – Caors         | etapa plana               | 188,3          | 1.326 m       | Christophe Laporte  | Jonas Vingegaard    |
| 20a etapa | 23 de jul  | La Capèla de Marival – Ròcamador      | contrarellotge individual | 40,7           | 442 m         | Wout van Aert       | Jonas Vingegaard    |
| 21a etapa | 24 de jul  | Paris La Défense Arena – París        | etapa plana               | 115,6          | 614 m         | Jasper Philipsen    | Jonas Vingegaard    |

### Classificació general final
| \| Classificació general \| Classificació general \| Classificació general \| Classificació general \| Classificació general \| \| Corredor \| Corredor \| Equip \| Temps \| \| \| --------------------- \| --------------------- \| ---------------------------------- \| --------------------- \| --------------------- \| \| 1r \| Jonas Vingegaard \| Jumbo-Visma \| 79h 33' 20" \| \| \| 2n \| Tadej Pogačar \| UAE Team Emirates \| + 2' 43" \| \| \| 3r \| Geraint Thomas \| Ineos Grenadiers \| + 7' 22" \| \| \| 4t \| David Gaudu \| Groupama-FDJ \| + 13' 39" \| \| \| 5è \| Aleksandr Vlàssov \| Bora-Hansgrohe \| + 15' 46" \| \| \| 6è \| Nairo Quintana Rojas \| Arkéa-Samsic \| DQ \| \| \| 7è \| Romain Bardet \| Team DSM \| + 18' 11" \| \| \| 8è \| Louis Meintjes \| Intermarché-Wanty-Gobert Matériaux \| + 18' 44" \| \| \| 9è \| Aleksei Lutsenko \| Astana Qazaqstan Team \| + 22' 56" \| \| \| 10è \| Adam Yates \| Ineos Grenadiers \| + 24' 52" \| \| \| 11è \| Valentin Madouas \| Groupama-FDJ \| + 35' 59" \| \| \| 12è \| Bob Jungels \| AG2R Citroën Team \| + 45' 23" \| \| \| 13è \| Neilson Powless \| EF Education-EasyPost \| + 46' 57" \| \| \| 14è \| Luis León Sánchez Gil \| Bahrain Victorious \| + 49' 18" \| \| \| 15è \| Thibaut Pinot \| Groupama-FDJ \| + 50' 25" \| \| \| 16è \| Patrick Konrad \| Bora-Hansgrohe \| + 56' 54" \| \| \| 17è \| Thomas Pidcock \| Ineos Grenadiers \| + 1h 01' 15" \| \| \| 18è \| Sepp Kuss \| Jumbo-Visma \| + 1h 02' 29" \| \| \| 19è \| Dylan Teuns \| Bahrain Victorious \| + 1h 11' 30" \| \| \| 20è \| Brandon McNulty \| UAE Team Emirates \| + 1h 31' 19" \| \| \| 21è \| Matteo Jorgenson \| Movistar Team \| + 1h 33' 57" \| \| \| 22è \| Wout van Aert \| Jumbo-Visma \| + 1h 35' 55" \| \| \| 23è \| Nick Schultz \| BikeExchange-Jayco \| + 1h 39' 41" \| \| \| 24è \| Hugo Houle \| Israel-Premier Tech \| + 1h 42' 14" \| \| \| 25è \| Bauke Mollema \| Trek-Segafredo \| + 1h 45' 57" \| \| |                       |                                    |              |
| |                       |                                    |              |
| Font: ProCyclingStats |                       |                                    |              |
| Classificació general |                       |                                    |              |
| Corredor | Corredor              | Equip                              | Temps        |
| 1r | Jonas Vingegaard      | Jumbo-Visma                        | 79h 33' 20"  |
| 2n | Tadej Pogačar         | UAE Team Emirates                  | + 2' 43"     |
| 3r | Geraint Thomas        | Ineos Grenadiers                   | + 7' 22"     |
| 4t | David Gaudu           | Groupama-FDJ                       | + 13' 39"    |
| 5è | Aleksandr Vlàssov     | Bora-Hansgrohe                     | + 15' 46"    |
| 6è | Nairo Quintana Rojas  | Arkéa-Samsic                       | DQ           |
| 7è | Romain Bardet         | Team DSM                           | + 18' 11"    |
| 8è | Louis Meintjes        | Intermarché-Wanty-Gobert Matériaux | + 18' 44"    |
| 9è | Aleksei Lutsenko      | Astana Qazaqstan Team              | + 22' 56"    |
| 10è | Adam Yates            | Ineos Grenadiers                   | + 24' 52"    |
| 11è | Valentin Madouas      | Groupama-FDJ                       | + 35' 59"    |
| 12è | Bob Jungels           | AG2R Citroën Team                  | + 45' 23"    |
| 13è | Neilson Powless       | EF Education-EasyPost              | + 46' 57"    |
| 14è | Luis León Sánchez Gil | Bahrain Victorious                 | + 49' 18"    |
| 15è | Thibaut Pinot         | Groupama-FDJ                       | + 50' 25"    |
| 16è | Patrick Konrad        | Bora-Hansgrohe                     | + 56' 54"    |
| 17è | Thomas Pidcock        | Ineos Grenadiers                   | + 1h 01' 15" |
| 18è | Sepp Kuss             | Jumbo-Visma                        | + 1h 02' 29" |
| 19è | Dylan Teuns           | Bahrain Victorious                 | + 1h 11' 30" |
| 20è | Brandon McNulty       | UAE Team Emirates                  | + 1h 31' 19" |
| 21è | Matteo Jorgenson      | Movistar Team                      | + 1h 33' 57" |
| 22è | Wout van Aert         | Jumbo-Visma                        | + 1h 35' 55" |
| 23è | Nick Schultz          | BikeExchange-Jayco                 | + 1h 39' 41" |
| 24è | Hugo Houle            | Israel-Premier Tech                | + 1h 42' 14" |
| 25è | Bauke Mollema         | Trek-Segafredo                     | + 1h 45' 57" |

### Classificacions annexes finals

#### Classificació per punts
| Classificació per punts | Classificació per punts | Classificació per punts | Classificació per punts | Classificació per punts |
| Corredor                | Corredor                | Equip                   | Punts                   |                         |
| ----------------------- | ----------------------- | ----------------------- | ----------------------- | ----------------------- |
| 1r                      | Wout van Aert           | Jumbo-Visma             | 480 pts                 |                         |
| 2n                      | Jasper Philipsen        | Alpecin-Deceuninck      | 286 pts                 |                         |
| 3r                      | Tadej Pogačar           | UAE Team Emirates       | 250 pts                 |                         |
| 4t                      | Christophe Laporte      | Jumbo-Visma             | 171 pts                 |                         |
| 5è                      | Fabio Jakobsen          | Quick-Step Alpha Vinyl  | 159 pts                 |                         |
| 6è                      | Mads Pedersen           | Trek-Segafredo          | 158 pts                 |                         |
| 7è                      | Jonas Vingegaard        | Jumbo-Visma             | 157 pts                 |                         |
| 8è                      | Michael Matthews        | BikeExchange-Jayco      | 133 pts                 |                         |
| 9è                      | Peter Sagan             | TotalEnergies           | 120 pts                 |                         |
| 10è                     | Dylan Groenewegen       | BikeExchange-Jayco      | 116 pts                 |                         |

#### Classificació de la muntanya
| Classificació de la muntanya | Classificació de la muntanya | Classificació de la muntanya       | Classificació de la muntanya | Classificació de la muntanya |
| Corredor                     | Corredor                     | Equip                              | Punts                        |                              |
| ---------------------------- | ---------------------------- | ---------------------------------- | ---------------------------- | ---------------------------- |
| 1r                           | Jonas Vingegaard             | Jumbo-Visma                        | 72 pts                       |                              |
| 2n                           | Simon Geschke                | Cofidis                            | 65 pts                       |                              |
| 3r                           | Giulio Ciccone               | Trek-Segafredo                     | 61 pts                       |                              |
| 4t                           | Tadej Pogačar                | UAE Team Emirates                  | 61 pts                       |                              |
| 5è                           | Wout van Aert                | Jumbo-Visma                        | 59 pts                       |                              |
| 6è                           | Thibaut Pinot                | Groupama-FDJ                       | 52 pts                       |                              |
| 7è                           | Louis Meintjes               | Intermarché-Wanty-Gobert Matériaux | 39 pts                       |                              |
| 8è                           | Neilson Powless              | EF Education-EasyPost              | 37 pts                       |                              |
| 9è                           | Pierre Latour                | TotalEnergies                      | 35 pts                       |                              |
| 10è                          | Geraint Thomas               | Ineos Grenadiers                   | 32 pts                       |                              |

#### Classificació del millor jove
| Classificació del millor jove | Classificació del millor jove | Classificació del millor jove      | Classificació del millor jove | Classificació del millor jove |
| Corredor                      | Corredor                      | Equip                              | Temps                         |                               |
| ----------------------------- | ----------------------------- | ---------------------------------- | ----------------------------- | ----------------------------- |
| 1r                            | Tadej Pogačar                 | UAE Team Emirates                  | 79h 36' 03"                   |                               |
| 2n                            | Thomas Pidcock                | Ineos Grenadiers                   | + 58' 32"                     |                               |
| 3r                            | Brandon McNulty               | UAE Team Emirates                  | + 1h 28' 36"                  |                               |
| 4t                            | Matteo Jorgenson              | Movistar Team                      | + 1h 31' 14"                  |                               |
| 5è                            | Andreas Leknessund            | Team DSM                           | + 1h 54' 48"                  |                               |
| 6è                            | Michael Storer                | Groupama-FDJ                       | + 2h 20' 32"                  |                               |
| 7è                            | Georg Zimmermann              | Intermarché-Wanty-Gobert Matériaux | + 2h 36' 57"                  |                               |
| 8è                            | Kevin Geniets                 | Groupama-FDJ                       | + 2h 45' 25"                  |                               |
| 9è                            | Fred Wright                   | Bahrain Victorious                 | + 3h 01' 25"                  |                               |
| 10è                           | Stan Dewulf                   | AG2R Citroën Team                  | + 3h 26' 35"                  |                               |

#### Classificació per equips
| Classificació per equips | Classificació per equips | Classificació per equips | Classificació per equips |
| Equip                    | Equip                    | Temps                    |                          |
| ------------------------ | ------------------------ | ------------------------ | ------------------------ |
| 1r                       | Ineos Grenadiers         | 239h 03' 03"             |                          |
| 2n                       | Groupama-FDJ             | + 37' 33"                |                          |
| 3r                       | Jumbo-Visma              | + 44' 54"                |                          |
| 4t                       | Bora-Hansgrohe           | + 1h 48' 45"             |                          |
| 5è                       | Movistar Team            | + 2h 11' 22"             |                          |
| 6è                       | UAE Team Emirates        | + 2h 19' 54"             |                          |
| 7è                       | Bahrain Victorious       | + 2h 58' 32"             |                          |
| 8è                       | Team DSM                 | + 3h 26' 08"             |                          |
| 9è                       | Arkéa-Samsic             | + 3h 56' 51"             |                          |
| 10è                      | Astana Qazaqstan Team    | + 3h 59' 00"             |                          |

## Participants
| UAE Team Emirates UAD | UAE Team Emirates UAD      | UAE Team Emirates UAD |
| --------------------- | -------------------------- | --------------------- |
| Núm                   | Ciclista                   | Pos                   |
| 1                     | Tadej Pogačar (SLO)        | 2n                    |
| 2                     | George Bennett (NZL)       | NP-10                 |
| 3                     | Mikkel Bjerg (DEN)         | 124è                  |
| 4                     | Vegard Stake Laengen (NOR) | NP-8                  |
| 5                     | Rafał Majka (POL)          | NP-17                 |
| 6                     | Brandon McNulty (USA)      | 20è                   |
| 7                     | Marc Soler i Giménez (ESP) | FC-16                 |
| 8                     | Marc Hirschi (SUI)         | 127è                  |

| Jumbo-Visma TJV | Jumbo-Visma TJV            | Jumbo-Visma TJV |
| --------------- | -------------------------- | --------------- |
| Núm             | Ciclista                   | Pos             |
| 11              | Primož Roglič (SLO)        | NP-15           |
| 12              | Tiesj Benoot (BEL)         | 36è             |
| 13              | Steven Kruijswijk (NED)    | DNF-15          |
| 14              | Sepp Kuss (USA)            | 18è             |
| 15              | Christophe Laporte (FRA)   | 75è             |
| 16              | Wout van Aert (BEL)        | 22è             |
| 17              | Nathan Van Hooydonck (BEL) | NP-20           |
| 18              | Jonas Vingegaard (DEN)     | 1r              |

| Ineos Grenadiers IGD | Ineos Grenadiers IGD                 | Ineos Grenadiers IGD |
| -------------------- | ------------------------------------ | -------------------- |
| Núm                  | Ciclista                             | Pos                  |
| 21                   | Geraint Thomas (GBR)                 | 3r                   |
| 22                   | Daniel Martínez Poveda (COL) (crono) | 30è                  |
| 23                   | Jonathan Castroviejo Nicolás (ESP)   | 49è                  |
| 24                   | Filippo Ganna (ITA) (crono)          | 95è                  |
| 25                   | Thomas Pidcock (GBR)                 | 17è                  |
| 26                   | Luke Rowe (GBR)                      | 106è                 |
| 27                   | Dylan van Baarle (NED)               | 32è                  |
| 28                   | Adam Yates (GBR)                     | 10è                  |

| AG2R Citroën Team ACT | AG2R Citroën Team ACT        | AG2R Citroën Team ACT |
| --------------------- | ---------------------------- | --------------------- |
| Núm                   | Ciclista                     | Pos                   |
| 31                    | Ben O'Connor (AUS)           | NP-10                 |
| 32                    | Geoffrey Bouchard (FRA)      | NP-8                  |
| 33                    | Mikaël Cherel (FRA)          | NP-16                 |
| 34                    | Benoît Cosnefroy (FRA)       | 91è                   |
| 35                    | Stan Dewulf (BEL)            | 65è                   |
| 36                    | Bob Jungels (LUX) (crono)    | 12è                   |
| 37                    | Oliver Naesen (BEL)          | DNF-11                |
| 38                    | Aurélien Paret-Peintre (FRA) | NP-16                 |

| Bora-Hansgrohe BOH | Bora-Hansgrohe BOH                       | Bora-Hansgrohe BOH |
| ------------------ | ---------------------------------------- | ------------------ |
| Núm                | Ciclista                                 | Pos                |
| 41                 | Aleksandr Vlàssov (RUS)                  | 5è                 |
| 42                 | Felix Großschartner (AUT) (ruta i crono) | 53è                |
| 43                 | Marco Haller (AUT)                       | 87è                |
| 44                 | Lennard Kämna (GER) (crono)              | NP-16              |
| 45                 | Patrick Konrad (AUT)                     | 16è                |
| 46                 | Nils Politt (GER) (ruta)                 | 56è                |
| 47                 | Maximilian Schachmann (GER)              | 46è                |
| 48                 | Danny van Poppel (NED)                   | 109è               |

| Quick-Step Alpha Vinyl QST | Quick-Step Alpha Vinyl QST    | Quick-Step Alpha Vinyl QST |
| -------------------------- | ----------------------------- | -------------------------- |
| Núm                        | Ciclista                      | Pos                        |
| 51                         | Fabio Jakobsen (NED)          | 130è                       |
| 52                         | Kasper Asgreen (DEN)          | NP-9                       |
| 53                         | Andrea Bagioli (ITA)          | 98è                        |
| 54                         | Mattia Cattaneo (ITA)         | 96è                        |
| 55                         | Mikkel Frølich Honoré (DEN)   | 112è                       |
| 56                         | Yves Lampaert (BEL)           | 120è                       |
| 57                         | Michael Mørkøv (DEN)          | FC-15                      |
| 58                         | Florian Sénéchal (FRA) (ruta) | 107è                       |

| Movistar Team MOV | Movistar Team MOV               | Movistar Team MOV |
| ----------------- | ------------------------------- | ----------------- |
| Núm               | Ciclista                        | Pos               |
| 61                | Enric Mas Nicolau (ESP)         | NP-19             |
| 62                | Imanol Erviti Ollo (ESP)        | NP-18             |
| 63                | Gorka Izagirre Insausti (ESP)   | NP-21             |
| 64                | Matteo Jorgenson (USA)          | 21è               |
| 65                | Gregor Mühlberger (AUT)         | 29è               |
| 66                | Nélson Oliveira (POR)           | 52è               |
| 67                | Albert Torres Barceló (ESP)     | 134è              |
| 68                | Carlos Verona Quintanilla (ESP) | 27è               |

| Cofidis COF | Cofidis COF                 | Cofidis COF |
| ----------- | --------------------------- | ----------- |
| Núm         | Ciclista                    | Pos         |
| 71          | Guillaume Martin (FRA)      | NP-9        |
| 72          | Pierre-Luc Périchon (FRA)   | 63è         |
| 73          | Simon Geschke (GER)         | 45è         |
| 74          | Ion Izagirre Insausti (ESP) | 40è         |
| 75          | Victor Lafay (FRA)          | DNF-13      |
| 76          | Anthony Perez (FRA)         | 84è         |
| 77          | Benjamin Thomas (FRA)       | 54è         |
| 78          | Max Walscheid (GER)         | NP-16       |

| Bahrain Victorious TBV | Bahrain Victorious TBV      | Bahrain Victorious TBV |
| ---------------------- | --------------------------- | ---------------------- |
| Núm                    | Ciclista                    | Pos                    |
| 81                     | Jack Haig (AUS)             | DNF-5                  |
| 82                     | Damiano Caruso (ITA)        | NP-18                  |
| 83                     | Kamil Gradek (POL)          | 118è                   |
| 84                     | Matej Mohorič (SLO)         | 86è                    |
| 85                     | Luis León Sánchez Gil (ESP) | 14è                    |
| 86                     | Dylan Teuns (BEL)           | 19è                    |
| 87                     | Jan Tratnik (SLO)           | 72è                    |
| 88                     | Fred Wright (GBR)           | 55è                    |

| Groupama-FDJ GFC | Groupama-FDJ GFC          | Groupama-FDJ GFC |
| ---------------- | ------------------------- | ---------------- |
| Núm              | Ciclista                  | Pos              |
| 91               | David Gaudu (FRA)         | 4t               |
| 92               | Antoine Duchesne (CAN)    | 62è              |
| 93               | Kevin Geniets (LUX)       | 48è              |
| 94               | Stefan Küng (SUI) (crono) | 33è              |
| 95               | Olivier Le Gac (FRA)      | 88è              |
| 96               | Valentin Madouas (FRA)    | 11è              |
| 97               | Thibaut Pinot (FRA)       | 15è              |
| 98               | Michael Storer (AUS)      | 35è              |

| Alpecin-Deceuninck AFC | Alpecin-Deceuninck AFC         | Alpecin-Deceuninck AFC |
| ---------------------- | ------------------------------ | ---------------------- |
| Núm                    | Ciclista                       | Pos                    |
| 101                    | Mathieu van der Poel (NED)     | DNF-11                 |
| 102                    | Silvan Dillier (SUI)           | 60è                    |
| 103                    | Michael Gogl (AUT)             | DNF-5                  |
| 104                    | Alexander Krieger (GER)        | 104è                   |
| 105                    | Jasper Philipsen (BEL)         | 92è                    |
| 106                    | Edward Planckaert (BEL)        | 110è                   |
| 107                    | Kristian Sbaragli (ITA)        | 71è                    |
| 108                    | Guillaume Van Keirsbulck (BEL) | 123è                   |

| Team DSM DSM | Team DSM DSM             | Team DSM DSM |
| ------------ | ------------------------ | ------------ |
| Núm          | Ciclista                 | Pos          |
| 111          | Romain Bardet (FRA)      | 7è           |
| 112          | Alberto Dainese (ITA)    | 100è         |
| 113          | John Degenkolb (GER)     | 105è         |
| 114          | Nils Eekhoff (NED)       | 119è         |
| 115          | Chris Hamilton (AUS)     | 38è          |
| 116          | Andreas Leknessund (NOR) | 28è          |
| 117          | Martijn Tusveld (NED)    | 64è          |
| 118          | Kevin Vermaerke (USA)    | DNF-8        |

| Intermarché-Wanty-Gobert Matériaux IWG | Intermarché-Wanty-Gobert Matériaux IWG | Intermarché-Wanty-Gobert Matériaux IWG |
| -------------------------------------- | -------------------------------------- | -------------------------------------- |
| Núm                                    | Ciclista                               | Pos                                    |
| 121                                    | Alexander Kristoff (NOR)               | 102è                                   |
| 122                                    | Sven Erik Bystrøm (NOR)                | 93è                                    |
| 123                                    | Kobe Goossens (BEL)                    | 47è                                    |
| 124                                    | Louis Meintjes (RSA)                   | 8è                                     |
| 125                                    | Andrea Pasqualon (ITA)                 | 51è                                    |
| 126                                    | Adrien Petit (FRA)                     | 111è                                   |
| 127                                    | Taco van der Hoorn (NED)               | 125è                                   |
| 128                                    | Georg Zimmermann (GER)                 | 44è                                    |

| Astana Qazaqstan Team AST | Astana Qazaqstan Team AST   | Astana Qazaqstan Team AST |
| ------------------------- | --------------------------- | ------------------------- |
| Núm                       | Ciclista                    | Pos                       |
| 131                       | Aleksei Lutsenko (KAZ)      | 9è                        |
| 132                       | Aliaksandr Rabuixenka (BLR) | 97è                       |
| 133                       | Joe Dombrowski (USA)        | 43è                       |
| 134                       | Fabio Felline (ITA)         | DNF-17                    |
| 135                       | Dmitri Grúzdev (KAZ)        | 114è                      |
| 136                       | Gianni Moscon (ITA)         | DNF-8                     |
| 137                       | Simone Velasco (ITA)        | 31è                       |
| 138                       | Andrei Zeits (KAZ)          | 39è                       |

| EF Education-EasyPost EFE | EF Education-EasyPost EFE | EF Education-EasyPost EFE |
| ------------------------- | ------------------------- | ------------------------- |
| Núm                       | Ciclista                  | Pos                       |
| 141                       | Rigoberto Urán (COL)      | 26è                       |
| 142                       | Ruben Guerreiro (POR)     | NP-9                      |
| 143                       | Alberto Bettiol (ITA)     | 41è                       |
| 144                       | Stefan Bissegger (SUI)    | 83è                       |
| 145                       | Owain Doull (GBR)         | 90è                       |
| 146                       | Magnus Cort Nielsen (DEN) | NP-15                     |
| 147                       | Neilson Powless (USA)     | 13è                       |
| 148                       | Jonas Rutsch (GER)        | 94è                       |

| Arkéa-Samsic ARK | Arkéa-Samsic ARK           | Arkéa-Samsic ARK |
| ---------------- | -------------------------- | ---------------- |
| Núm              | Ciclista                   | Pos              |
| 151              | Nairo Quintana Rojas (COL) | DQ               |
| 152              | Warren Barguil (FRA)       | NP-13            |
| 153              | Maxime Bouet (FRA)         | 50è              |
| 154              | Amaury Capiot (BEL)        | 85è              |
| 155              | Hugo Hofstetter (FRA)      | 82è              |
| 156              | Matis Louvel (FRA)         | 74è              |
| 157              | Łukasz Owsian (POL)        | 42è              |
| 158              | Connor Swift (GBR)         | 70è              |

| Lotto-Soudal LTS | Lotto-Soudal LTS                         | Lotto-Soudal LTS |
| ---------------- | ---------------------------------------- | ---------------- |
| Núm              | Ciclista                                 | Pos              |
| 161              | Caleb Ewan (AUS)                         | 135è             |
| 162              | Frederik Frison (BEL)                    | 131è             |
| 163              | Philippe Gilbert (BEL)                   | 76è              |
| 164              | Reinardt Janse van Rensburg (RSA) (ruta) | 132è             |
| 165              | Andreas Kron (DEN)                       | 73è              |
| 166              | Brent Van Moer (BEL)                     | 121è             |
| 167              | Florian Vermeersch (BEL)                 | 108è             |
| 168              | Tim Wellens (BEL)                        | NP-17            |

| Trek-Segafredo TFS | Trek-Segafredo TFS          | Trek-Segafredo TFS |
| ------------------ | --------------------------- | ------------------ |
| Núm                | Ciclista                    | Pos                |
| 171                | Mads Pedersen (DEN)         | 99è                |
| 172                | Giulio Ciccone (ITA)        | 59è                |
| 173                | Tony Gallopin (FRA)         | 37è                |
| 174                | Alex Kirsch (LUX)           | DNF-6              |
| 175                | Bauke Mollema (NED) (crono) | 25è                |
| 176                | Quinn Simmons (USA)         | 67è                |
| 177                | Toms Skujiņš (LAT) (crono)  | 61è                |
| 178                | Jasper Stuyven (BEL)        | 81è                |

| TotalEnergies TEN | TotalEnergies TEN           | TotalEnergies TEN |
| ----------------- | --------------------------- | ----------------- |
| Núm               | Ciclista                    | Pos               |
| 181               | Peter Sagan (SVK) (ruta)    | 116è              |
| 182               | Edvald Boasson Hagen (NOR)  | 58è               |
| 183               | Maciej Bodnar (POL) (crono) | 115è              |
| 184               | Mathieu Burgaudeau (FRA)    | 68è               |
| 185               | Pierre Latour (FRA)         | 57è               |
| 186               | Daniel Oss (ITA)            | NP-6              |
| 187               | Anthony Turgis (FRA)        | 129è              |
| 188               | Alexis Vuillermoz (FRA)     | NP-10             |

| Israel-Premier Tech IPT | Israel-Premier Tech IPT  | Israel-Premier Tech IPT |
| ----------------------- | ------------------------ | ----------------------- |
| Núm                     | Ciclista                 | Pos                     |
| 191                     | Christopher Froome (GBR) | NP-18                   |
| 192                     | Guillaume Boivin (CAN)   | NP-21                   |
| 193                     | Simon Clarke (AUS)       | NP-15                   |
| 194                     | Jakob Fuglsang (DEN)     | NP-16                   |
| 195                     | Guy Niv (ISR)            | 77è                     |
| 196                     | Hugo Houle (CAN)         | 24è                     |
| 197                     | Krists Neilands (LAT)    | 79è                     |
| 198                     | Michael Woods (CAN)      | NP-21                   |

| BikeExchange-Jayco BEX | BikeExchange-Jayco BEX        | BikeExchange-Jayco BEX |
| ---------------------- | ----------------------------- | ---------------------- |
| Núm                    | Ciclista                      | Pos                    |
| 201                    | Michael Matthews (AUS)        | 78è                    |
| 202                    | Jack Bauer (NZL)              | 122è                   |
| 203                    | Luke Durbridge (AUS)          | NP-10                  |
| 204                    | Dylan Groenewegen (NED)       | 117è                   |
| 205                    | Amund Grøndahl Jansen (NOR)   | 133è                   |
| 206                    | Christopher Juul-Jensen (DEN) | 128è                   |
| 207                    | Luka Mezgec (SLO)             | 101è                   |
| 208                    | Nick Schultz (AUS)            | 23è                    |

| B&B Hotels-KTM BBK | B&B Hotels-KTM BBK          | B&B Hotels-KTM BBK |
| ------------------ | --------------------------- | ------------------ |
| Núm                | Ciclista                    | Pos                |
| 211                | Franck Bonnamour (FRA)      | 66è                |
| 212                | Cyril Barthe (FRA)          | 80è                |
| 213                | Alexis Gougeard (FRA)       | 89è                |
| 214                | Jérémy Lecroq (FRA)         | 126è               |
| 215                | Cyril Lemoine (FRA)         | 113è               |
| 216                | Luca Mozzato (ITA)          | 103è               |
| 217                | Pierre Rolland (FRA)        | 69è                |
| 218                | Sebastian Schönberger (AUT) | 34è                |

| UAE Team Emirates UAD | UAE Team Emirates UAD      | UAE Team Emirates UAD |
| --------------------- | -------------------------- | --------------------- |
| Núm                   | Ciclista                   | Pos                   |
| 1                     | Tadej Pogačar (SLO)        | 2n                    |
| 2                     | George Bennett (NZL)       | NP-10                 |
| 3                     | Mikkel Bjerg (DEN)         | 124è                  |
| 4                     | Vegard Stake Laengen (NOR) | NP-8                  |
| 5                     | Rafał Majka (POL)          | NP-17                 |
| 6                     | Brandon McNulty (USA)      | 20è                   |
| 7                     | Marc Soler i Giménez (ESP) | FC-16                 |
| 8                     | Marc Hirschi (SUI)         | 127è                  |

| Jumbo-Visma TJV | Jumbo-Visma TJV            | Jumbo-Visma TJV |
| --------------- | -------------------------- | --------------- |
| Núm             | Ciclista                   | Pos             |
| 11              | Primož Roglič (SLO)        | NP-15           |
| 12              | Tiesj Benoot (BEL)         | 36è             |
| 13              | Steven Kruijswijk (NED)    | DNF-15          |
| 14              | Sepp Kuss (USA)            | 18è             |
| 15              | Christophe Laporte (FRA)   | 75è             |
| 16              | Wout van Aert (BEL)        | 22è             |
| 17              | Nathan Van Hooydonck (BEL) | NP-20           |
| 18              | Jonas Vingegaard (DEN)     | 1r              |

| Ineos Grenadiers IGD | Ineos Grenadiers IGD                 | Ineos Grenadiers IGD |
| -------------------- | ------------------------------------ | -------------------- |
| Núm                  | Ciclista                             | Pos                  |
| 21                   | Geraint Thomas (GBR)                 | 3r                   |
| 22                   | Daniel Martínez Poveda (COL) (crono) | 30è                  |
| 23                   | Jonathan Castroviejo Nicolás (ESP)   | 49è                  |
| 24                   | Filippo Ganna (ITA) (crono)          | 95è                  |
| 25                   | Thomas Pidcock (GBR)                 | 17è                  |
| 26                   | Luke Rowe (GBR)                      | 106è                 |
| 27                   | Dylan van Baarle (NED)               | 32è                  |
| 28                   | Adam Yates (GBR)                     | 10è                  |

| AG2R Citroën Team ACT | AG2R Citroën Team ACT        | AG2R Citroën Team ACT |
| --------------------- | ---------------------------- | --------------------- |
| Núm                   | Ciclista                     | Pos                   |
| 31                    | Ben O'Connor (AUS)           | NP-10                 |
| 32                    | Geoffrey Bouchard (FRA)      | NP-8                  |
| 33                    | Mikaël Cherel (FRA)          | NP-16                 |
| 34                    | Benoît Cosnefroy (FRA)       | 91è                   |
| 35                    | Stan Dewulf (BEL)            | 65è                   |
| 36                    | Bob Jungels (LUX) (crono)    | 12è                   |
| 37                    | Oliver Naesen (BEL)          | DNF-11                |
| 38                    | Aurélien Paret-Peintre (FRA) | NP-16                 |

| Bora-Hansgrohe BOH | Bora-Hansgrohe BOH                       | Bora-Hansgrohe BOH |
| ------------------ | ---------------------------------------- | ------------------ |
| Núm                | Ciclista                                 | Pos                |
| 41                 | Aleksandr Vlàssov (RUS)                  | 5è                 |
| 42                 | Felix Großschartner (AUT) (ruta i crono) | 53è                |
| 43                 | Marco Haller (AUT)                       | 87è                |
| 44                 | Lennard Kämna (GER) (crono)              | NP-16              |
| 45                 | Patrick Konrad (AUT)                     | 16è                |
| 46                 | Nils Politt (GER) (ruta)                 | 56è                |
| 47                 | Maximilian Schachmann (GER)              | 46è                |
| 48                 | Danny van Poppel (NED)                   | 109è               |

| Quick-Step Alpha Vinyl QST | Quick-Step Alpha Vinyl QST    | Quick-Step Alpha Vinyl QST |
| -------------------------- | ----------------------------- | -------------------------- |
| Núm                        | Ciclista                      | Pos                        |
| 51                         | Fabio Jakobsen (NED)          | 130è                       |
| 52                         | Kasper Asgreen (DEN)          | NP-9                       |
| 53                         | Andrea Bagioli (ITA)          | 98è                        |
| 54                         | Mattia Cattaneo (ITA)         | 96è                        |
| 55                         | Mikkel Frølich Honoré (DEN)   | 112è                       |
| 56                         | Yves Lampaert (BEL)           | 120è                       |
| 57                         | Michael Mørkøv (DEN)          | FC-15                      |
| 58                         | Florian Sénéchal (FRA) (ruta) | 107è                       |

| Movistar Team MOV | Movistar Team MOV               | Movistar Team MOV |
| ----------------- | ------------------------------- | ----------------- |
| Núm               | Ciclista                        | Pos               |
| 61                | Enric Mas Nicolau (ESP)         | NP-19             |
| 62                | Imanol Erviti Ollo (ESP)        | NP-18             |
| 63                | Gorka Izagirre Insausti (ESP)   | NP-21             |
| 64                | Matteo Jorgenson (USA)          | 21è               |
| 65                | Gregor Mühlberger (AUT)         | 29è               |
| 66                | Nélson Oliveira (POR)           | 52è               |
| 67                | Albert Torres Barceló (ESP)     | 134è              |
| 68                | Carlos Verona Quintanilla (ESP) | 27è               |

| Cofidis COF | Cofidis COF                 | Cofidis COF |
| ----------- | --------------------------- | ----------- |
| Núm         | Ciclista                    | Pos         |
| 71          | Guillaume Martin (FRA)      | NP-9        |
| 72          | Pierre-Luc Périchon (FRA)   | 63è         |
| 73          | Simon Geschke (GER)         | 45è         |
| 74          | Ion Izagirre Insausti (ESP) | 40è         |
| 75          | Victor Lafay (FRA)          | DNF-13      |
| 76          | Anthony Perez (FRA)         | 84è         |
| 77          | Benjamin Thomas (FRA)       | 54è         |
| 78          | Max Walscheid (GER)         | NP-16       |

| Bahrain Victorious TBV | Bahrain Victorious TBV      | Bahrain Victorious TBV |
| ---------------------- | --------------------------- | ---------------------- |
| Núm                    | Ciclista                    | Pos                    |
| 81                     | Jack Haig (AUS)             | DNF-5                  |
| 82                     | Damiano Caruso (ITA)        | NP-18                  |
| 83                     | Kamil Gradek (POL)          | 118è                   |
| 84                     | Matej Mohorič (SLO)         | 86è                    |
| 85                     | Luis León Sánchez Gil (ESP) | 14è                    |
| 86                     | Dylan Teuns (BEL)           | 19è                    |
| 87                     | Jan Tratnik (SLO)           | 72è                    |
| 88                     | Fred Wright (GBR)           | 55è                    |

| Groupama-FDJ GFC | Groupama-FDJ GFC          | Groupama-FDJ GFC |
| ---------------- | ------------------------- | ---------------- |
| Núm              | Ciclista                  | Pos              |
| 91               | David Gaudu (FRA)         | 4t               |
| 92               | Antoine Duchesne (CAN)    | 62è              |
| 93               | Kevin Geniets (LUX)       | 48è              |
| 94               | Stefan Küng (SUI) (crono) | 33è              |
| 95               | Olivier Le Gac (FRA)      | 88è              |
| 96               | Valentin Madouas (FRA)    | 11è              |
| 97               | Thibaut Pinot (FRA)       | 15è              |
| 98               | Michael Storer (AUS)      | 35è              |

| Alpecin-Deceuninck AFC | Alpecin-Deceuninck AFC         | Alpecin-Deceuninck AFC |
| ---------------------- | ------------------------------ | ---------------------- |
| Núm                    | Ciclista                       | Pos                    |
| 101                    | Mathieu van der Poel (NED)     | DNF-11                 |
| 102                    | Silvan Dillier (SUI)           | 60è                    |
| 103                    | Michael Gogl (AUT)             | DNF-5                  |
| 104                    | Alexander Krieger (GER)        | 104è                   |
| 105                    | Jasper Philipsen (BEL)         | 92è                    |
| 106                    | Edward Planckaert (BEL)        | 110è                   |
| 107                    | Kristian Sbaragli (ITA)        | 71è                    |
| 108                    | Guillaume Van Keirsbulck (BEL) | 123è                   |

| Team DSM DSM | Team DSM DSM             | Team DSM DSM |
| ------------ | ------------------------ | ------------ |
| Núm          | Ciclista                 | Pos          |
| 111          | Romain Bardet (FRA)      | 7è           |
| 112          | Alberto Dainese (ITA)    | 100è         |
| 113          | John Degenkolb (GER)     | 105è         |
| 114          | Nils Eekhoff (NED)       | 119è         |
| 115          | Chris Hamilton (AUS)     | 38è          |
| 116          | Andreas Leknessund (NOR) | 28è          |
| 117          | Martijn Tusveld (NED)    | 64è          |
| 118          | Kevin Vermaerke (USA)    | DNF-8        |

| Intermarché-Wanty-Gobert Matériaux IWG | Intermarché-Wanty-Gobert Matériaux IWG | Intermarché-Wanty-Gobert Matériaux IWG |
| -------------------------------------- | -------------------------------------- | -------------------------------------- |
| Núm                                    | Ciclista                               | Pos                                    |
| 121                                    | Alexander Kristoff (NOR)               | 102è                                   |
| 122                                    | Sven Erik Bystrøm (NOR)                | 93è                                    |
| 123                                    | Kobe Goossens (BEL)                    | 47è                                    |
| 124                                    | Louis Meintjes (RSA)                   | 8è                                     |
| 125                                    | Andrea Pasqualon (ITA)                 | 51è                                    |
| 126                                    | Adrien Petit (FRA)                     | 111è                                   |
| 127                                    | Taco van der Hoorn (NED)               | 125è                                   |
| 128                                    | Georg Zimmermann (GER)                 | 44è                                    |

| Astana Qazaqstan Team AST | Astana Qazaqstan Team AST   | Astana Qazaqstan Team AST |
| ------------------------- | --------------------------- | ------------------------- |
| Núm                       | Ciclista                    | Pos                       |
| 131                       | Aleksei Lutsenko (KAZ)      | 9è                        |
| 132                       | Aliaksandr Rabuixenka (BLR) | 97è                       |
| 133                       | Joe Dombrowski (USA)        | 43è                       |
| 134                       | Fabio Felline (ITA)         | DNF-17                    |
| 135                       | Dmitri Grúzdev (KAZ)        | 114è                      |
| 136                       | Gianni Moscon (ITA)         | DNF-8                     |
| 137                       | Simone Velasco (ITA)        | 31è                       |
| 138                       | Andrei Zeits (KAZ)          | 39è                       |

| EF Education-EasyPost EFE | EF Education-EasyPost EFE | EF Education-EasyPost EFE |
| ------------------------- | ------------------------- | ------------------------- |
| Núm                       | Ciclista                  | Pos                       |
| 141                       | Rigoberto Urán (COL)      | 26è                       |
| 142                       | Ruben Guerreiro (POR)     | NP-9                      |
| 143                       | Alberto Bettiol (ITA)     | 41è                       |
| 144                       | Stefan Bissegger (SUI)    | 83è                       |
| 145                       | Owain Doull (GBR)         | 90è                       |
| 146                       | Magnus Cort Nielsen (DEN) | NP-15                     |
| 147                       | Neilson Powless (USA)     | 13è                       |
| 148                       | Jonas Rutsch (GER)        | 94è                       |

| Arkéa-Samsic ARK | Arkéa-Samsic ARK           | Arkéa-Samsic ARK |
| ---------------- | -------------------------- | ---------------- |
| Núm              | Ciclista                   | Pos              |
| 151              | Nairo Quintana Rojas (COL) | DQ               |
| 152              | Warren Barguil (FRA)       | NP-13            |
| 153              | Maxime Bouet (FRA)         | 50è              |
| 154              | Amaury Capiot (BEL)        | 85è              |
| 155              | Hugo Hofstetter (FRA)      | 82è              |
| 156              | Matis Louvel (FRA)         | 74è              |
| 157              | Łukasz Owsian (POL)        | 42è              |
| 158              | Connor Swift (GBR)         | 70è              |

| Lotto-Soudal LTS | Lotto-Soudal LTS                         | Lotto-Soudal LTS |
| ---------------- | ---------------------------------------- | ---------------- |
| Núm              | Ciclista                                 | Pos              |
| 161              | Caleb Ewan (AUS)                         | 135è             |
| 162              | Frederik Frison (BEL)                    | 131è             |
| 163              | Philippe Gilbert (BEL)                   | 76è              |
| 164              | Reinardt Janse van Rensburg (RSA) (ruta) | 132è             |
| 165              | Andreas Kron (DEN)                       | 73è              |
| 166              | Brent Van Moer (BEL)                     | 121è             |
| 167              | Florian Vermeersch (BEL)                 | 108è             |
| 168              | Tim Wellens (BEL)                        | NP-17            |

| Trek-Segafredo TFS | Trek-Segafredo TFS          | Trek-Segafredo TFS |
| ------------------ | --------------------------- | ------------------ |
| Núm                | Ciclista                    | Pos                |
| 171                | Mads Pedersen (DEN)         | 99è                |
| 172                | Giulio Ciccone (ITA)        | 59è                |
| 173                | Tony Gallopin (FRA)         | 37è                |
| 174                | Alex Kirsch (LUX)           | DNF-6              |
| 175                | Bauke Mollema (NED) (crono) | 25è                |
| 176                | Quinn Simmons (USA)         | 67è                |
| 177                | Toms Skujiņš (LAT) (crono)  | 61è                |
| 178                | Jasper Stuyven (BEL)        | 81è                |

| TotalEnergies TEN | TotalEnergies TEN           | TotalEnergies TEN |
| ----------------- | --------------------------- | ----------------- |
| Núm               | Ciclista                    | Pos               |
| 181               | Peter Sagan (SVK) (ruta)    | 116è              |
| 182               | Edvald Boasson Hagen (NOR)  | 58è               |
| 183               | Maciej Bodnar (POL) (crono) | 115è              |
| 184               | Mathieu Burgaudeau (FRA)    | 68è               |
| 185               | Pierre Latour (FRA)         | 57è               |
| 186               | Daniel Oss (ITA)            | NP-6              |
| 187               | Anthony Turgis (FRA)        | 129è              |
| 188               | Alexis Vuillermoz (FRA)     | NP-10             |

| Israel-Premier Tech IPT | Israel-Premier Tech IPT  | Israel-Premier Tech IPT |
| ----------------------- | ------------------------ | ----------------------- |
| Núm                     | Ciclista                 | Pos                     |
| 191                     | Christopher Froome (GBR) | NP-18                   |
| 192                     | Guillaume Boivin (CAN)   | NP-21                   |
| 193                     | Simon Clarke (AUS)       | NP-15                   |
| 194                     | Jakob Fuglsang (DEN)     | NP-16                   |
| 195                     | Guy Niv (ISR)            | 77è                     |
| 196                     | Hugo Houle (CAN)         | 24è                     |
| 197                     | Krists Neilands (LAT)    | 79è                     |
| 198                     | Michael Woods (CAN)      | NP-21                   |

| BikeExchange-Jayco BEX | BikeExchange-Jayco BEX        | BikeExchange-Jayco BEX |
| ---------------------- | ----------------------------- | ---------------------- |
| Núm                    | Ciclista                      | Pos                    |
| 201                    | Michael Matthews (AUS)        | 78è                    |
| 202                    | Jack Bauer (NZL)              | 122è                   |
| 203                    | Luke Durbridge (AUS)          | NP-10                  |
| 204                    | Dylan Groenewegen (NED)       | 117è                   |
| 205                    | Amund Grøndahl Jansen (NOR)   | 133è                   |
| 206                    | Christopher Juul-Jensen (DEN) | 128è                   |
| 207                    | Luka Mezgec (SLO)             | 101è                   |
| 208                    | Nick Schultz (AUS)            | 23è                    |

| B&B Hotels-KTM BBK | B&B Hotels-KTM BBK          | B&B Hotels-KTM BBK |
| ------------------ | --------------------------- | ------------------ |
| Núm                | Ciclista                    | Pos                |
| 211                | Franck Bonnamour (FRA)      | 66è                |
| 212                | Cyril Barthe (FRA)          | 80è                |
| 213                | Alexis Gougeard (FRA)       | 89è                |
| 214                | Jérémy Lecroq (FRA)         | 126è               |
| 215                | Cyril Lemoine (FRA)         | 113è               |
| 216                | Luca Mozzato (ITA)          | 103è               |
| 217                | Pierre Rolland (FRA)        | 69è                |
| 218                | Sebastian Schönberger (AUT) | 34è                |

## Premis
Al llarg de la prova, es repartiran un màxim de 2.288.450 euros. Cada ciclista que acabi la prova rep una recompensa econòmica que oscil·la entre els 500.000 euros que s'atorguen al vencedor de la classificació general fins als 1.000 per al darrer classificat.
| Classificació general | Per la classificació general | Per la classificació general | Per la classificació general | Per la classificació general | Per la classificació general | Per la classificació general | Classificació d'etapa | Per les classificacions d'etapa | Per les classificacions d'etapa | Per les classificacions d'etapa | Per les classificacions d'etapa | Per les classificacions d'etapa | Per les classificacions d'etapa | Per les classificacions d'etapa | Per les classificacions d'etapa | Per les classificacions d'etapa | Per les classificacions d'etapa |
| Classificació general |                              |                              |                              |                              |                              |                              | Classificació d'etapa | Línia d'arribada                | Sprint intermedi                | Port                            | Port                            | Port                            | Port                            | Port                            | Millor jove                     | Combatiu                        | Millor equip                    |
| Classificació general | General                      | Punts                        | Muntanya                     | Jove                         | Per equips                   | Super-combatiu               | Classificació d'etapa | Línia d'arribada                | Sprint intermedi                | HC                              | 1a                              | 2a                              | 3a                              | 4a                              | Millor jove                     | Combatiu                        | Millor equip                    |
| --------------------- | ---------------------------- | ---------------------------- | ---------------------------- | ---------------------------- | ---------------------------- | ---------------------------- | --------------------- | ------------------------------- | ------------------------------- | ------------------------------- | ------------------------------- | ------------------------------- | ------------------------------- | ------------------------------- | ------------------------------- | ------------------------------- | ------------------------------- |
| 1r                    | 500.000€                     | 25.000€                      | 25.000€                      | 20.000€                      | 50.000€                      | 20.000€                      | 1r                    | 11.000€                         | 1.500€                          | 800€                            | 650€                            | 500€                            | 300€                            | 200€                            | 500€                            | 2.000€                          | 2.800€                          |
| 2n                    | 200.000€                     | 15.000€                      | 15.000€                      | 15.000€                      | 30.000€                      | –                            | 2n                    | 5.500€                          | 1.000€                          | 450€                            | 400€                            | 250€                            | –                               | –                               | –                               | –                               | –                               |
| 3r                    | 100.000                      | 10.000€                      | 10.000€                      | 10.000€                      | 20.000€                      | –                            | 3r                    | 2.800€                          | 500€                            | 300€                            | 150€                            | –                               | –                               | –                               | –                               | –                               | –                               |
| 4t                    | 70.000€                      | 4.000€                       | 4.000€                       | 5.000€                       | 12.000€                      | –                            | 4t                    | 1.500€                          | –                               | –                               | –                               | –                               | –                               | –                               | –                               | –                               | –                               |
| 5è                    | 50.000€                      | 3.500€                       | 3.500€                       | –                            | 8.000€                       | –                            | 5è                    | 830€                            | –                               | –                               | –                               | –                               | –                               | –                               | –                               | –                               | –                               |
| 6è                    | 23.000€                      | 3.000€                       | 3.000€                       | –                            | –                            | –                            | 6è                    | 780€                            | –                               | –                               | –                               | –                               | –                               | –                               | –                               | –                               | –                               |
| 7è                    | 11.500€                      | 2.500€                       | 2.500€                       | –                            | –                            | –                            | 7è                    | 730€                            | –                               | –                               | –                               | –                               | –                               | –                               | –                               | –                               | –                               |
| 8è                    | 7.600€                       | 2.000€                       | 2.000€                       | –                            | –                            | –                            | 8è                    | 670€                            | –                               | –                               | –                               | –                               | –                               | –                               | –                               | –                               | –                               |
| 9è                    | 4.500€                       | –                            | –                            | –                            | –                            | –                            | 9è                    | 650€                            | –                               | –                               | –                               | –                               | –                               | –                               | –                               | –                               | –                               |
| 10è                   | 3.800€                       | –                            | –                            | –                            | –                            | –                            | 10è                   | 600€                            | –                               | –                               | –                               | –                               | –                               | –                               | –                               | –                               | –                               |
| 11è                   | 3.000€                       | –                            | –                            | –                            | –                            | –                            | 11è                   | 540€                            | –                               | –                               | –                               | –                               | –                               | –                               | –                               | –                               | –                               |
| 12è                   | 2.700€                       | –                            | –                            | –                            | –                            | –                            | 12è                   | 470€                            | –                               | –                               | –                               | –                               | –                               | –                               | –                               | –                               | –                               |
| 13è                   | 2.500€                       | –                            | –                            | –                            | –                            | –                            | 13è                   | 440€                            | –                               | –                               | –                               | –                               | –                               | –                               | –                               | –                               | –                               |
| 14è                   | 2.100€                       | –                            | –                            | –                            | –                            | –                            | 14è                   | 340€                            | –                               | –                               | –                               | –                               | –                               | –                               | –                               | –                               | –                               |
| 15è                   | 2.000€                       | –                            | –                            | –                            | –                            | –                            | 15è                   | 300€                            | –                               | –                               | –                               | –                               | –                               | –                               | –                               | –                               | –                               |
| 16è                   | 1.500€                       | –                            | –                            | –                            | –                            | –                            | 16è                   | 300€                            | –                               | –                               | –                               | –                               | –                               | –                               | –                               | –                               | –                               |
| 17è                   | 1.300€                       | –                            | –                            | –                            | –                            | –                            | 17è                   | 300€                            | –                               | –                               | –                               | –                               | –                               | –                               | –                               | –                               | –                               |
| 18è                   | 1.200€                       | –                            | –                            | –                            | –                            | –                            | 18è                   | 300€                            | –                               | –                               | –                               | –                               | –                               | –                               | –                               | –                               | –                               |
| 19è                   | 1.100€                       | –                            | –                            | –                            | –                            | –                            | 19è                   | 300€                            | –                               | –                               | –                               | –                               | –                               | –                               | –                               | –                               | –                               |
| Tota la resta         | 1.000€                       | –                            | –                            | –                            | –                            | –                            | 20è                   | 300€                            | –                               | –                               | –                               | –                               | –                               | –                               | –                               | –                               | –                               |
| Per dia               | 500€                         | 300€                         | 300€                         | 300€                         | –                            | –                            |                       |                                 |                                 |                                 |                                 |                                 |                                 |                                 |                                 |                                 |                                 |

El vencedor d'una etapa rep 11.000 euros. La resta de premis són decreixents fins als 300 euros que rep el vintè corredor. També s'atorga un premi als tres primers dels esprints intermedis, que té lloc un cop per etapa -excepte a les contrarellotges. Els passos pels ports puntuables també tenen una recompensa econòmica associada, així com el millor jove de cada etapa, pel ciclista més combatiu -excepte contrarelloptges- i pel millor equip de l'etapa.
A més, hi ha dos premis especials: el primer ciclista en l'ascensió al ? s'endurà el Premi Henri-Desgrange, dotat amb 5.000 euros. La mateixa quantita també serà atorgada a qui guanyi el Premi Jacques-Goddet, és a dir, a qui passi en primera posició per ?.